# Tony Award/Beste Hauptdarstellerin
Für den Tony Award/Beste Hauptdarstellerin können alle Darstellerinnen, die in Theaterstücken und Musicals im Laufe des Jahres am Broadway in New York gespielt haben, nominiert werden. Der Tony Award für die beste Leistung in einer weiblichen Hauptrolle in einem Theaterstück ging bisher an:

## 1947–1949
- 1947: Ingrid Bergman (in Joan of Lorraine) und Helen Hayes (in Happy Birthday)
- 1948: Judith Anderson (in Medea), Katharine Cornell (in Antonius und Cleopatra) und Jessica Tandy (in Endstation Sehnsucht)
- 1949: Martita Hunt (in The Madwoman of Chaillot)

## 1950–1959
- 1950: Shirley Booth (in Come Back, Little Sheba)
- 1951: Uta Hagen (in The Country Girl)
- 1952: Julie Harris (in I Am a Camera)
- 1953: Shirley Booth (in Time of the Cuckoo)
- 1954: Audrey Hepburn (in Ondine)
- 1955: Nancy Kelly (in The Bad Seed)
- 1956: Julie Harris (in The Lark)
- 1957: Margaret Leighton (in Separate Tables)
- 1958: Helen Hayes (in Time Remembered)
- 1959: Gertrude Berg (in A Majority of One)

## 1960–1969
- 1960: Anne Bancroft (in The Miracle Worker)
- 1961: Joan Plowright (in A Taste of Honey)
- 1962: Margaret Leighton (in Die Nacht des Leguan)
- 1963: Uta Hagen (in Wer hat Angst vor Virginia Woolf?)
- 1964: Sandy Dennis (in Any Wednesday)
- 1965: Irene Worth (in Tiny Alice)
- 1966: Rosemary Harris (in The Lion in Winter)
- 1967: Beryl Reid (in The Killing of Sister George)
- 1968: Zoe Caldwell (in The Prime of Miss Jean Brodie)
- 1969: Julie Harris (in Forty Carats)

## 1970–1979
- 1970: Tammy Grimes (in Private Lives – Revival)
- 1971: Maureen Stapleton (in The Gingerbread Lady)
- 1972: Sada Thompson (in Twigs)
- 1973: Julie Harris (in The Last of Mrs. Lincoln)
- 1974: Colleen Dewhurst (in A Moon for the Misbegotten)
- 1975: Ellen Burstyn (in Same Time, Next Year)
- 1976: Irene Worth (in Süßer Vogel Jugend)
- 1977: Julie Harris (in The Belle of Amherst)
- 1978: Jessica Tandy (in The Gin Game)
- 1979: Constance Cummings (in Wings) und Carole Shelley (in The Elephant Man)

## 1980–1989
- 1980: Phyllis Frelich (in Children of a Lesser God)
- 1981: Jane Lapotaire (in Piaf)
- 1982: Zoe Caldwell (in Medea)
- 1983: Jessica Tandy (in Foxfire)
- 1984: Glenn Close (in The Real Thing)
- 1985: Stockard Channing (in Joe Egg)
- 1986: Lily Tomlin (in The Search for Signs of Intelligent Life in the Universe)
- 1987: Linda Lavin (in Broadway Bound)
- 1988: Joan Allen (in Burn This)
- 1989: Pauline Collins (in Shirley Valentine)

## 1990–1999
- 1990: Maggie Smith (in Lettice and Lovage)
- 1991: Mercedes Ruehl (in Lost in Yonkers)
- 1992: Glenn Close (in Der Tod und das Mädchen)
- 1993: Madeline Kahn (in The Sisters Rosensweig)
- 1994: Diana Rigg (in Medea)
- 1995: Cherry Jones (in The Heiress)
- 1996: Zoe Caldwell (in Master Class)
- 1997: Janet McTeer (in Nora oder Ein Puppenheim)
- 1998: Marie Mullen (in The Beauty Queen of Leenane)
- 1999: Judi Dench (in Amy's View)

## 2000–2009
- 2000: Jennifer Ehle (in The Real Thing)
- 2001: Mary-Louise Parker (in Proof)
- 2002: Lindsay Duncan (in Private Lives)
- 2003: Vanessa Redgrave (in Eines langen Tages Reise in die Nacht)
- 2004: Phylicia Rashad (in A Raisin in the Sun)
- 2005: Cherry Jones (in Doubt)
- 2006: Cynthia Nixon (in Rabbit Hole)
- 2007: Julie White (in The Little Dog Laughed)
- 2008: Deanna Dunagan (in August: Osage County)
- 2009: Marcia Gay Harden (in Der Gott des Gemetzels)

## 2010–2019
- 2010: Viola Davis (in Fences)
- 2011: Frances McDormand (in Good People)
- 2012: Nina Arianda (in Venus in Fur)
- 2013: Cicely Tyson (in The Trip to Bountiful)
- 2014: Audra McDonald (in Lady Day at Emerson's Bar and Grill)
- 2015: Helen Mirren (in The Audience)
- 2016: Jessica Lange (in Long Day’s Journey into Night)
- 2017: Laurie Metcalf (in A Doll's House, Part 2)
- 2018: Glenda Jackson (in Three Tall Women)
- 2019: Elaine May (in The Waverly Gallery)

## Seit 2020
- 2020/2021: Mary-Louise Parker (in The Sound Inside)
- 2022: Deirdre O’Connell (in Dana H.)
- 2023: Jodie Comer (in Prima Facie)
- 2024: Sarah Paulson (in Appropriate)